# هلموت لمکه
هلموت لمکه (به آلمانی: Helmut Lemke) (زاده ۲۹ سپتامبر ۱۹۰۷ – درگذشته ۱۵ آوریل ۱۹۹۰) یک سیاست‌مدار اهل آلمان و از اعضای حزب نازی و سپس اتحادیه دموکرات مسیحی آلمان بود.
وی از ۱۹۶۳ تا ۱۹۷۱ نخست‌وزیر ابالت شلسویگ-هولشتاین و از ۱۹۶۶ تا ۱۹۶۷ رئیس بوندسرات بود.